# Werner Hinz
Werner Hinz (18 de enero de 1903 - 10 de febrero de 1985) fue un actor teatral, cinematográfico, televisivo y de voz de nacionalidad alemana.

## Biografía
Nacido en Berlín, Alemania, estudió interpretación en la Academia de Arte Dramático Ernst Busch en el Deutsches Theater de Berlín, y debutó en el año 1922 con la obra teatral Despertar de Primavera, de Frank Wedekind. Su primer trabajo para el cine llegó en 1935 con Der alte und der junge König. En 1940/41 trabajó en el film de propaganda Nazi Ohm Krüger, encarnando al hijo del Burenführers. 
Como actor de voz, Hinz dobló a actores como Gregory Peck (The Macomber Affair), Michel Piccoli (Salto nel vuoto), Stephen McNally (Winchester '73) y Ralph Richardson (Anna Karenina y El ídolo caído). 
En 1949, por su actuación en la obra de Bertolt Brecht Madre Coraje y sus hijos representada en el Berliner Ensemble, fue galardonado colectivamente con el Premio Nacional de la RDA. Werner Hinz también obtuvo en 1968 un Premio Bambi. En 1983 recibió el premio Verleihung der Goldenen Kamera, y en 1984 obtuvo la máscara de plata del Hamburger Volksbühne. 
Werner Hinz falleció en Hamburgo, Alemania, en 1985. Fue enterrado en el Cementerio Dahlem de Berlín. Había estado casado con la actriz Ehmi Bessel. Sus dos hijos, Knut y Michael, también fueron actores. Su hijastra Dinah, fruto de una relación de Ehmi Bessel con el Fliegergeneral Ernst Udet, fue igualmente actriz.
Su patrimonio escrito se conserva en el Archivo de la Academia de las Artes de Berlín.

## Teatro
- 1948 : Medida por medida, de William Shakespeare, dirección de Wolfgang Langhoff (Deutsches Theater de Berlín)
- 1949 : Fausto, de Johann Wolfgang von Goethe, dirección de Wolfgang Langhoff (Deutsches Theater Berlín)
- 1949 : Madre Coraje y sus hijos, de Bertolt Brecht, dirección de Erich Engel (Berliner Ensemble en Deutschen Theater Berlín)

## Filmografía (selección)
- 1934 : Der alte und der junge König
- 1936 : Weiße Sklaven
- 1937 : Die Warschauer Zitadelle
- 1938 : Jugend
- 1939 : Der Vierte kommt nicht
- 1940 : Bismarck
- 1940 : Der Fuchs von Glenarvon
- 1940 : Traummusik
- 1941 : Mein Leben für Irland
- 1941 : Ohm Krüger
- 1942 : Schicksal
- 1942 : Die Entlassung
- 1943 : Großstadtmelodie
- 1943 : Wildvogel
- 1944 : Das Herz muß schweigen
- 1945 : Meine Herren Söhne
- 1945 : Der Fall Molander
- 1947 : In jenen Tagen
- 1949 : Der Biberpelz
- 1949 : Die Buntkarierten
- 1949 : Martina
- 1949 : Ruf an das Gewissen
- 1951 : Die Schuld des Dr. Homma
- 1952 : Herz der Welt
- 1954 : Feuerwerk
- 1954 : Der letzte Sommer
- 1955 : Der 20. Juli
- 1955 : Du darfst nicht länger schweigen
- 1955 : Geliebte Feindin
- 1955 : Hotel Adlon
- 1956 : Nina
- 1957 : Made in Germany – Ein Leben für Zeiss
- 1957 : Las confesiones del estafador Felix Krull
- 1958 : Herz ohne Gnade
- 1958 : Das Mädchen vom Moorhof
- 1959 : Der blaue Nachtfalter
- 1959 : Buddenbrooks
- 1959 : Geheimaktion Schwarze Kapelle
- 1960 : Der letzte Zeuge
- 1961 : Die Stunde, die du glücklich bist
- 1961 : Das Kartenspiel (TV)
- 1961 : Der Lügner
- 1961 : Morgen beginnt das Leben
- 1962 : El día más largo
- 1964 : Totentanz (TV)
- 1964 : Tonio Kröger
- 1964 : Dr. med. Hiob Prätorius
- 1967 : Rheinsberg
- 1967 : Der Paukenspieler
- 1968 : Morgens um sieben ist die Welt noch in Ordnung
- 1969 : Wenn süß das Mondlicht auf den Hügeln schläft
- 1971 : Tatort (serie TV), episodio Mordverdacht
- 1974 : Die Jungfrau von Orleans (TV)
- 1974 : Der Kommissar (serie TV), episodio Jähes Ende einer interessanten Beziehung
- 1977 : Der Schimmelreiter
- 1977 : Derrick (serie TV), episodio Das Kuckucksei
- 1977 : Eichholz und Söhne (serie TV)
- 1979 : Nachbarn und andere nette Menschen (TV)
- 1979 : Nathan, der Weise (TV)
- 1982 : Das Traumschiff (serie TV), episodio Grenada

## Radio
- 1947 : Der Weg aus dem Dunkel, de Hans Sattler, dirección de Alfred Braun (Berliner Rundfunk)
- 1954 : Dem Reißer entsprungen, de Michael Brett, dirección de Fritz Benscher (Bayerischer Rundfunk)

## Premios
- 1968 : Premio Bambi
- 1974 : Orden del Mérito de la República Federal de Alemania
- 1980 : Medalla Carl Zuckmayer[2]
- 1983 : Verleihung der Goldenen Kamera[3]
- 1983 : Silberne Maske del Hamburger Volksbühne